# Шипуново (Російська сільська рада)
Шипуно́во (рос. Шипуново) — село у складі Шипуновського району Алтайського краю, Росія. Адміністративний центр Російської сільської ради.

## Населення
Населення — 1026 осіб (2010; 1120 у 2002).
Національний склад (станом на 2002 рік):
- росіяни — 95 %